# Disc galàctic
El disc galàctic és la regió de les galàxies espirals que conté la major part dels estels, i també una part important de gas i de pols interestel·lar.